# Common Management Information Protocol
El Protocolo de Administración de Información Común (en inglés: Common Management Information Protocol, CMIP) es un protocolo de administración de red que define la comunicación entre las aplicaciones de administración de red y la gerencia de los agentes. CMIP se basa en el modelo OSI (Open Systems Interconnection) y es definido por la serie de recomendaciones ITU-T X.700.
CMIP define la información de la gerencia en términos de objetos administrados y permite tanto la modificación como las acciones sobre objetos gestionados. Se describen usando GDMO y los objetos son identificados por un nombre distinguido (DN), similar en concepto al directorio en X.500.
Los NMS pueden realizar las operaciones siguientes:
- CREATE - crear una instancia de un objeto gestionado.
- DELETE - suprimir una instancia de un objeto gestionado.
- GET - solicitar el valor de un atributo de una instancia de un objeto gestionado.
- CANCEL_GET - cancelar una petición de GET en curso.
- SET - fijar el valor de un atributo de una instancia de un objeto gestionado.
- ACTION - solicitar una acción para ocurrir según lo definido por el objeto gestionado.

El agente administrador puede realizar esta operación:
- EVENT_REPORT - enviar notificaciones o alarmar a los NMS (véase SNMP).

CMIP también proporciona buena seguridad (autorización de la ayuda, control de acceso y registros de la seguridad) y un reporte flexible de las condiciones inusuales de la red.
- Datos: Q2626647